# Lars Erik Festin den äldre
Lars Erik Festin, född 4 juli 1749 i Sunne, död 16 april 1828 på Undersåkers prästgård, var en svensk komminister och botanist.
Han var son till prästen i Sunne Petrus Erik Festin (1712–1771) och Elisabeth Margareta Hellberg (1720–) samt från 1781 gift med Catharina Christina Rickman (1753–1832) som var dotter till kapten Hugo Reinhold Rickman (1719–1784). Paret fick tre barn där sonen Lars Erik Festin blev präst i Oviken och Magnus Bernhard Festin (1790–1838) blev präst i Sunne.
Lars Erik Festin blev gymnasist i Härnösands gymnasium 1768 och student vid Uppsala universitet 1772. Han prästvigdes i Härnösand 1775, och var verksam som adjunkt i Oviken 1780 och på Frösön 1782 för att återvända till Oviken 1785. Han blev komministeradjunkt i Brunflo socken 1787 för att slutligen utnämnas till komminister i Undersåkers församling från 1792 där han fick vice pastors titel 1817.
På Festins initiativ byggdes 1799 i närheten av täljstensbrotten vid Handöl ett litet kapell som invigdes 11 juli 1804. Kapellets predikstol från 1600-talet har tidigare tillhört Frösö kyrka.
Under sin tid vid Uppsala universitet studerade han medicin och botanik för Rosén von Rosenstein och Carl von Linné. Festin var en framstående botanist, men under sina sista tio levnadsår var han blind, men fortsatte att studera botanik och växter från sitt herbarium med känseln i fingrarna. Delar av hans korrespondens finns bevarad vid Riksarkivet.